# Manganistan sodný
Manganistan sodný, NaMnO4, je sloučenina manganu vytvářející černošedé krystalky, která se velmi dobře rozpouští ve vodě (podstatně lépe než manganistan draselný) za vzniku fialového roztoku. Jeho vlastnosti jsou velmi podobné manganistanu draselnému. Je však na rozdíl od něj mnohem dražší, hygroskopický (pohlcuje vlhkost ze vzduchu), má nízký bod tání.

## Vlastnosti
Manganistan sodný je v mnohém podobný manganistanu draselnému a má i podobné vlastnosti. Je asi 15krát rozpustnější, roztoky mají podobnou tmavě fialovou barvu. Po jeho odpaření vykrystalují prizmatické nafialověle černé lesklé krystaly monohydrátu manganistanu sodného NaMnO4·H2O (zatímco manganistan draselný monohydrát ani jiné hydráty netvoří). Protože je silně hygroskopický, méně se hodí k použití v analytické chemii. Je také velmi silným oxidačním činidlem. Díky vysoké rozpustnosti se používá jako leptadlo k odstraňování plošek mědi při výrobě plošných spojů. Také se používá ve speciálních případech k čištění vody, kdy toxičtější ionty těžkých kovů o nižším oxidačním čísle jsou převáděny na analogické méně toxické ionty o vyšším oxidačním čísle. 

## Příprava
Manganistan sodný nemůže být připravován analogicky jako manganistan draselný, protože nevzniká mezistupeň - manganan sodný. Proto jsou použitelné pouze méně přímé postupy, například konverze z manganistanu draselného. Dalším používaným postupem je oxidace oxidu manganičitého chlornanem sodným za přítomnosti hydroxidu sodného:
2 MnO2 + 3 NaClO + 2 NaOH → 2 NaMnO4 + 3 NaCl + H2O